# 匍匐
匍匐（ほふく）は、伏せた状態で移動することをいう。

匍匐する男性

## 概要
これは直立せず、胴体などが地面に接触する形で手足を使って「這う」という、低い重心での移動様式を指すが、一般に脊椎動物の四足歩行全般は匍匐とは呼ばれず、特に胴体が伸ばした足の上に乗っていて、高重心のまま移動する四足歩行をしている動物に対しては、「這う」の範疇にも含まない。

## 生物一般

### ヒトの場合
ヒトの乳幼児は生まれて運動が出来るようになると、いち早く這って移動する事を覚える（俗に「ハイハイ」とも）。乳幼児の場合、手足を使うという点では四足歩行に似るが、後足の末端ではなく中間である膝をつける点で、動物一般の四足歩行とは大きく異なる。なお匍匐を乳幼児がいち早く覚える理由としては、重心が低く地面との接触面積が広いため、安定性が良く、転倒し難いためである。なお、膝がつくのはヒトの場合下肢が相対的に長すぎ、伸ばした状態では四足歩行できないからである。成人においても体を低くする場合は前は手のひらを、後ろは膝とつま先をついて進むが、これは這うとはあまり言わず、さらに姿勢を低くしたものを匍匐という。

### 動物一般の場合
脊椎動物でも、爬虫類・両生類等やハイギョ等の陸上（水辺）で活動することの多い原始的なものでは、腹を地表につけて移動する物が多い。これも這うというが、安定性の上での利点と、四肢で持ち上げることが難しいことによるものと考えられる。四肢で体を持ち上げるには脊椎や背筋の丈夫さとそれなりの四肢の構造が必要である。他方、腹をこすって進むのは摩擦が邪魔になるが、小型の動物ではさほど影響がない。例えばトカゲなどは這う姿勢で高速移動ができる。
より大型のものでは、摩擦が邪魔にもなるから、体を持ち上げて歩く。オオトカゲやワニは体を持ち上げて歩行することもできる。この場合は、足を使って体を地面から持ち上げるものの、移動には体全体をくねらせて短い足の可動範囲以上の歩幅を作り出している。ただ、水辺では泥により摩擦が軽減（潤滑）されることから、ワニのような大型動物でも匍匐している。
その他、足の短い多足類やイモムシ、腹面が全て脚として機能するカタツムリやヘビなどや、体の表面全体が移動器官であるミミズも這うという。
這う姿勢は進行速度などの点では不利であるが、有利な点もある。腹面が濡れていれば吸盤のように利用できるので、垂直な壁も登れる。

### 体勢と這う・歩く
這うか歩くような動きをする動物の一般形を考えた場合、多分それは左右対称動物である。体は前後に細長く、腹面と背面の区別があって、進行方向が決まっているものである。これだけの特徴のみを持つ動物が、基盤上に乗った形で前進するとすれば、体をうねらせるか何かすることになろう。この姿は「這う」である。多くの動物群では、より巧妙に移動するために様々な器官を発達させている。しかし、「歩く」ためには、複数の付属肢、それも折り曲げたり伸び縮みしたりし、なおかつ、ある程度の荷重に耐えられるものを備えなければならない。したがって、「這う」に比べて「歩く」は非常に高度な課題である。実際、それが可能なのは節足動物と脊椎動物に限られる。
さらに、そのような付属肢があっても、それだけでは歩くことは難しい。例えば、ムカデやトカゲはしっかりした脚を持つが、やはり這っているように見える。動物の体は一般に繰り返し構造によって前後に細長く作られている。節足動物なら体節制があり、脊椎動物においても脊椎骨などに体節構造がある。この構造で複数対の付属肢がある場合、付属肢が体を支えても、その間の部分は垂れ下がりかねない。また、付属肢が基盤面を押した力は、体を前進させるのではなく、その付属部位を横に押すことになりがちであり、結果としてからだが左右に曲がりながら進むことになる。まっすぐに歩くためには体を前後に縮め、それらの体節間をしっかり腱や筋で支えて固める必要があるのである。

### 植物

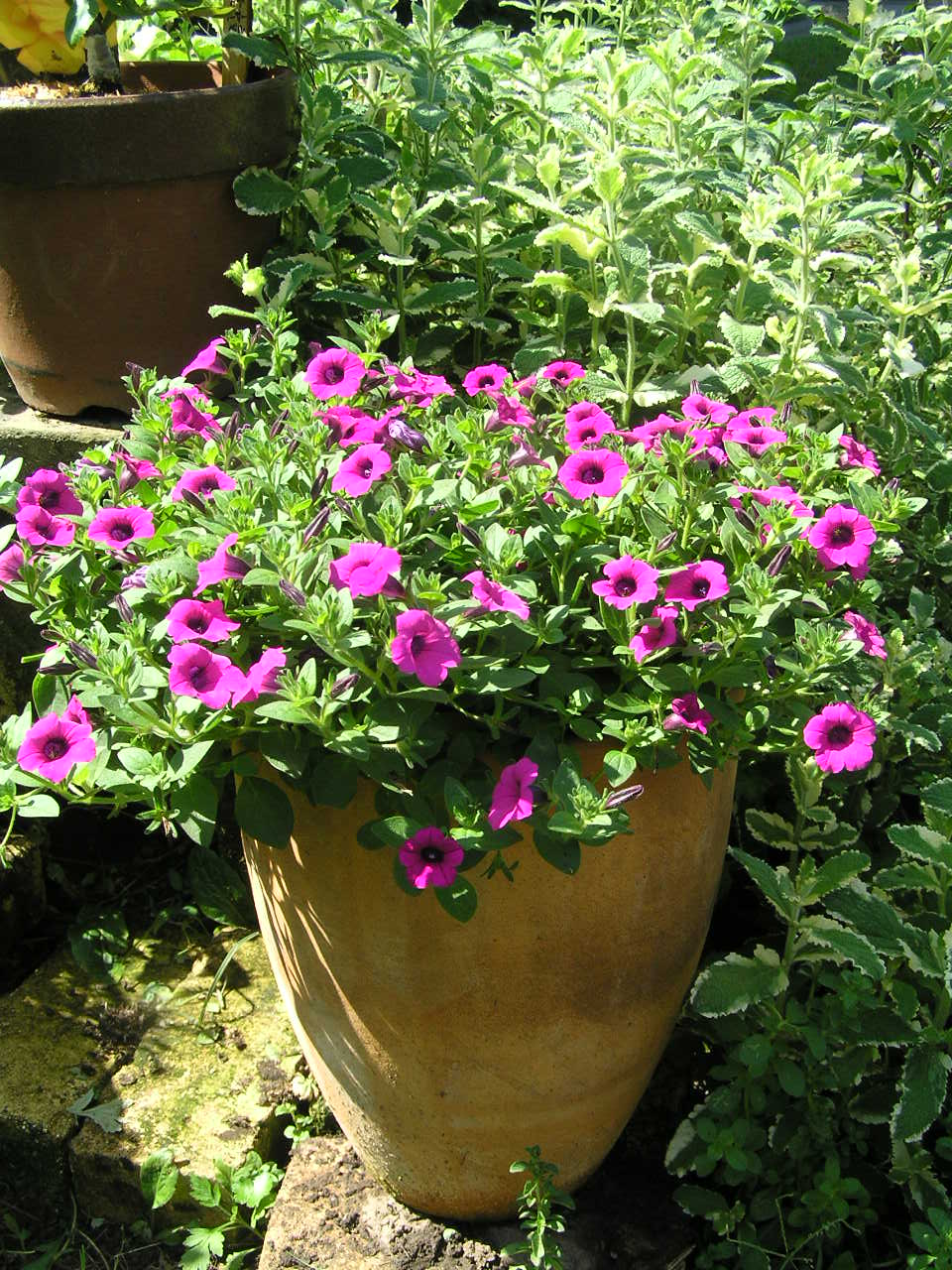
ほふく性を持つ植物の代表格 ペチュニア（ブリエッタ）

植物において匍匐性と云う場合には、成長に於いて余り垂直方向に枝葉を伸ばそうとせず、水平方向に地面の上に伸びる性質の植物を指す。これら匍匐性の植物では、地面を覆うように伸びていく。ローズマリーには匍匐性の品種と、直立性の品種が見られる。匍匐する植物にはほふく性低木（英語: Prostrate shrub）等が存在する。
また、普通の茎は直立するが、横に這う特別な茎を持つものもある。これを匍匐茎、あるいは匍匐枝、ストロン・ランナーなどという。

## 軍隊における匍匐

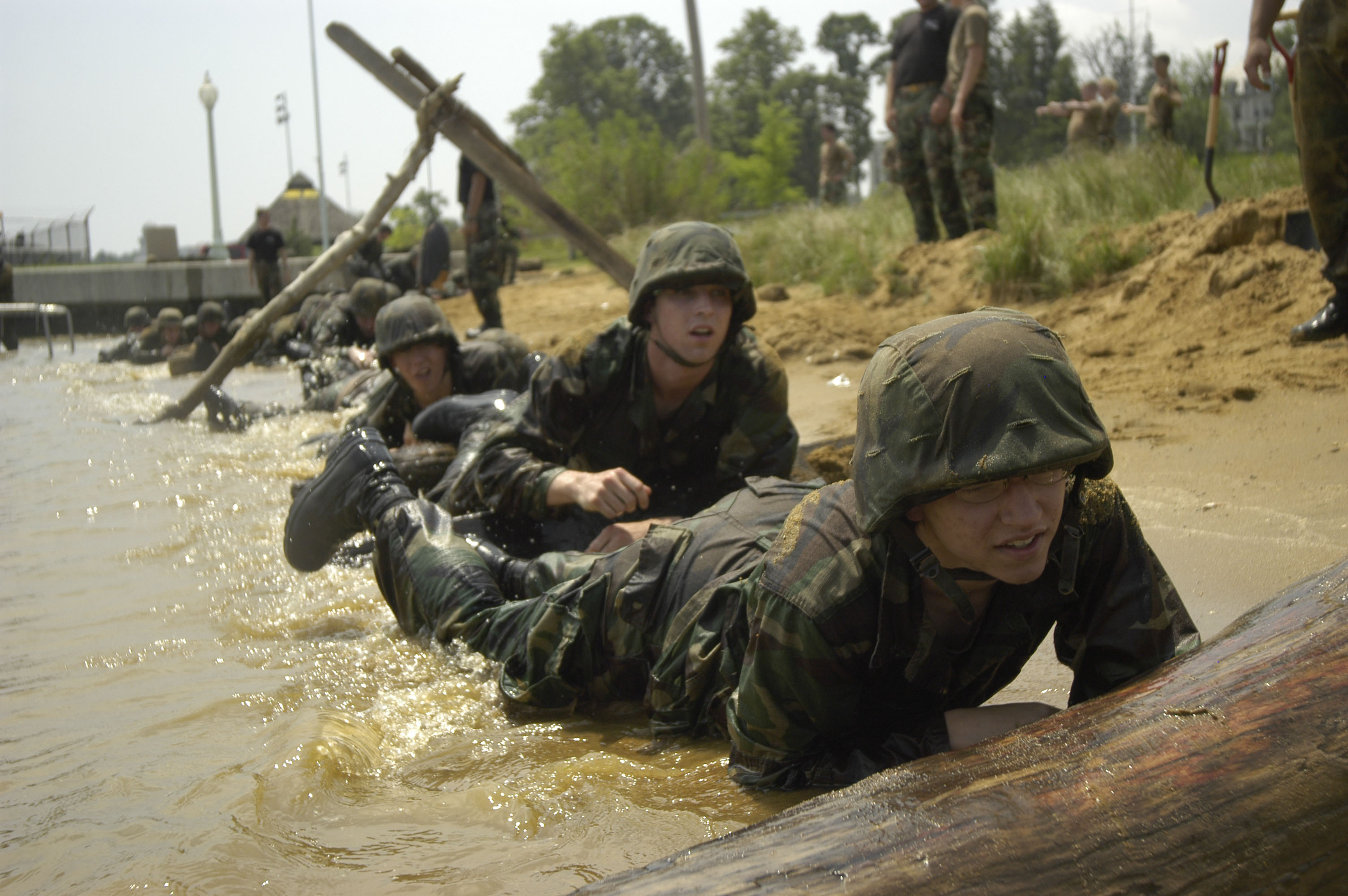
匍匐前進するアメリカ海軍の兵学校生徒

軍隊においては、匍匐前進と呼ばれる移動方法がある。これらは、隠密性や遮蔽性の効果があり、敵に発見されにくく、また、飛来してくる銃弾の被害を抑える。歩兵に求められる基本的な技術の1つである。

直立状態や中腰に比べて移動速度は遅くなるが、物陰に隠れやすく、前方投影面積が減るため被弾率は格段に減少する。大抵の軍隊では複数パターンの匍匐を採用しており、移動速度を重視した四つん這いの高姿勢から、隠蔽を重視した滑進の低姿勢までにおよぶ。
軍用機が地表上数十メートルを飛行しレーダーなどの監視を免れる飛行を匍匐飛行(英:Nap-of-the-earth)と呼ぶ。

## 自衛隊の匍匐
自衛隊の匍匐動作には第一匍匐から第五匍匐があり、段階的に姿勢が低くなる。
- 第一匍匐は、小銃を右手に持って右腰付近で保持し左手は手のひらを地面に付ける、左ひざを地面に付けて右足は足の裏を地面に付け前進する。
- 第二匍匐は、第一匍匐の状態から左臀部までを地面に付け、左手は手のひらを地面に付けて上体を保持し前進する。
- 第三匍匐は、第二匍匐の状態から左腕の肘までを地面に付け、左腕で上体を保持し前進する。
- 第四匍匐は、腹部から下を地面に付けて伏せた状態で、両肘から前腕を地面に付けた状態で、右手で小銃の銃把を左手で被筒を握り、前腕を交互に前に出し、出した前腕と反対側の脚（あし）を前方に曲げ、その膝から足全体で体を推進する。頭や踵（かかと）、尻などが上がらないように注意する。
- 第五匍匐は、大の字に完全に伏せた状態から、左腕を前に右膝（ひざ）を前方に曲げて出し、左腕で地面の草などを掴（つか）んで肘を曲げながら右膝を伸ばして前進する。その際に小銃は右手で前部負い紐部分を掴んで手首に被筒を載（の）せ、銃口が地面に付かないよう引きずる。頭部も可能な限り低くするため、進行方向ではなく横向きを基本とする。頭や踵（かかと）などが上がらないように注意する。